# Perisama vitringa
Perisama vitringa är en fjärilsart som beskrevs av William Chapman Hewitson 1858. Perisama vitringa ingår i släktet Perisama och familjen praktfjärilar. Inga underarter finns listade i Catalogue of Life.

## Bildgalleri

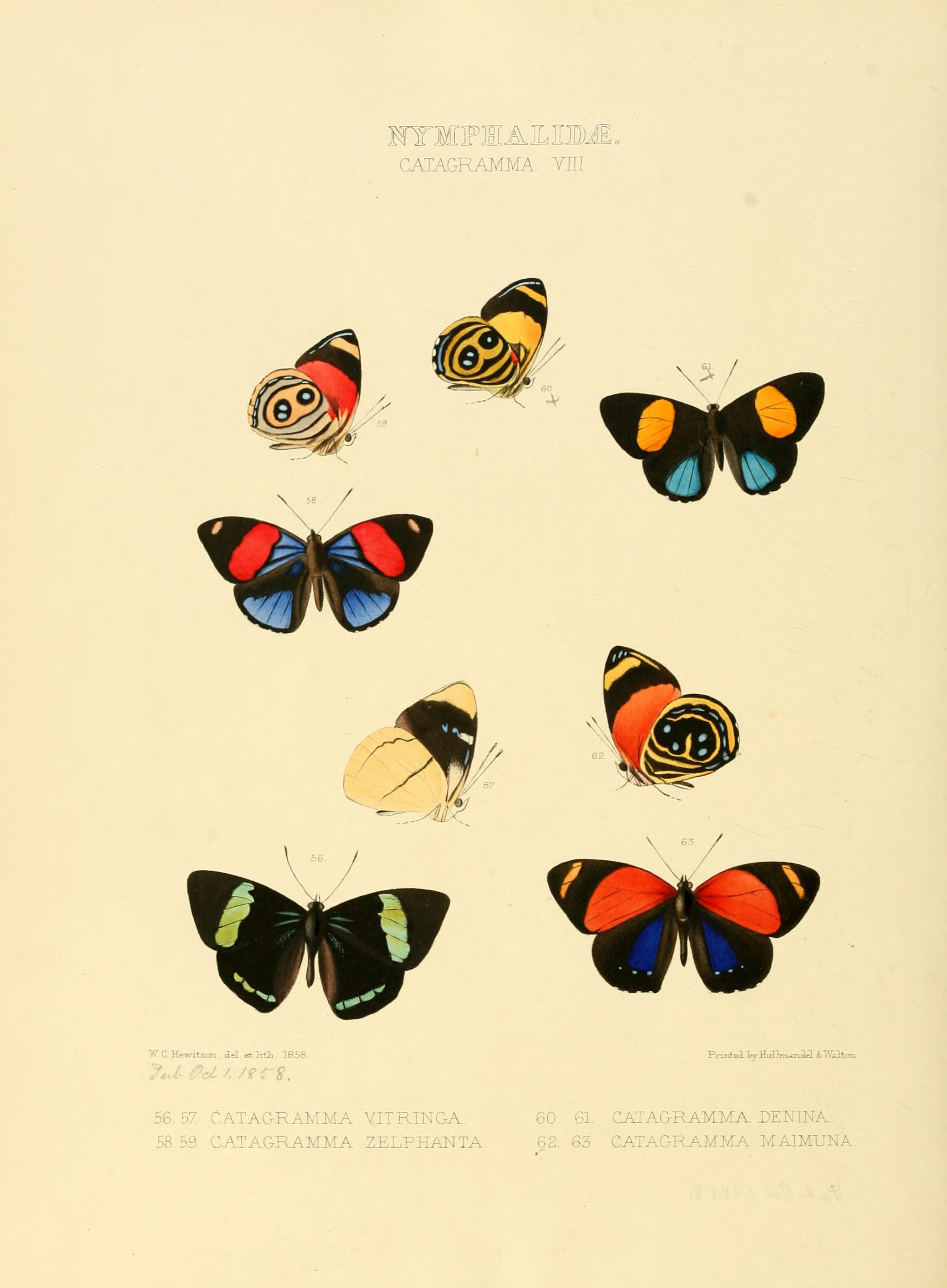